# Danderyds, Åkers och Värmdö skeppslags valkrets
Danderyds, Åkers och Värmdö skeppslags valkrets var vid 1908 års val till andra kammaren i den svenska riksdagen en egen valkrets med ett mandat. Valkretsen omfattade inte Vaxholm, som ingick i städernas valkrets. Valkretsen avskaffades vid införandet av det proportionella valsystemet i valet 1911 och uppgick då i Stockholms läns södra valkrets.

## Riksdagsmän
- Ernst Beckman (1909–1910), lib s
- Karl Martin (1911), lib s

## Valresultat

### 1908
| Andrakammarvalet i Sverige 1908: Danderyds, Värmdö och Åkers skeppslags valkrets | Andrakammarvalet i Sverige 1908: Danderyds, Värmdö och Åkers skeppslags valkrets | Andrakammarvalet i Sverige 1908: Danderyds, Värmdö och Åkers skeppslags valkrets | Andrakammarvalet i Sverige 1908: Danderyds, Värmdö och Åkers skeppslags valkrets | Andrakammarvalet i Sverige 1908: Danderyds, Värmdö och Åkers skeppslags valkrets |
| Kandidat                                                                         | Kandidat                                                                         | Röster                                                                           | Röster                                                                           | Röster                                                                           |
| Kandidat                                                                         | Kandidat                                                                         | Antal                                                                            | %                                                                                | +− %                                                                             |
| -------------------------------------------------------------------------------- | -------------------------------------------------------------------------------- | -------------------------------------------------------------------------------- | -------------------------------------------------------------------------------- | -------------------------------------------------------------------------------- |
|                                                                                  | Ernst Beckman                                                                    | 1 102                                                                            | 62,2                                                                             |                                                                                  |
|                                                                                  | Oscar Holtermann (konservativ)                                                   | 669                                                                              | 37,8                                                                             |                                                                                  |
| Antal giltiga röster                                                             | Antal giltiga röster                                                             | 1 771                                                                            |                                                                                  |                                                                                  |
| Kasserade röster                                                                 | Kasserade röster                                                                 | 7                                                                                |                                                                                  |                                                                                  |
| Totalt                                                                           | Totalt                                                                           | 1 778                                                                            |                                                                                  |                                                                                  |

Valet hölls den 6 september 1908. Valkretsen hade 38 006 invånare den 31 december 1907, varav 3 307 eller 8,7 % var valberättigade. 1 779 personer deltog i valet, ett valdeltagande på 53,8 %.